# Marceli Paweł Karczewski

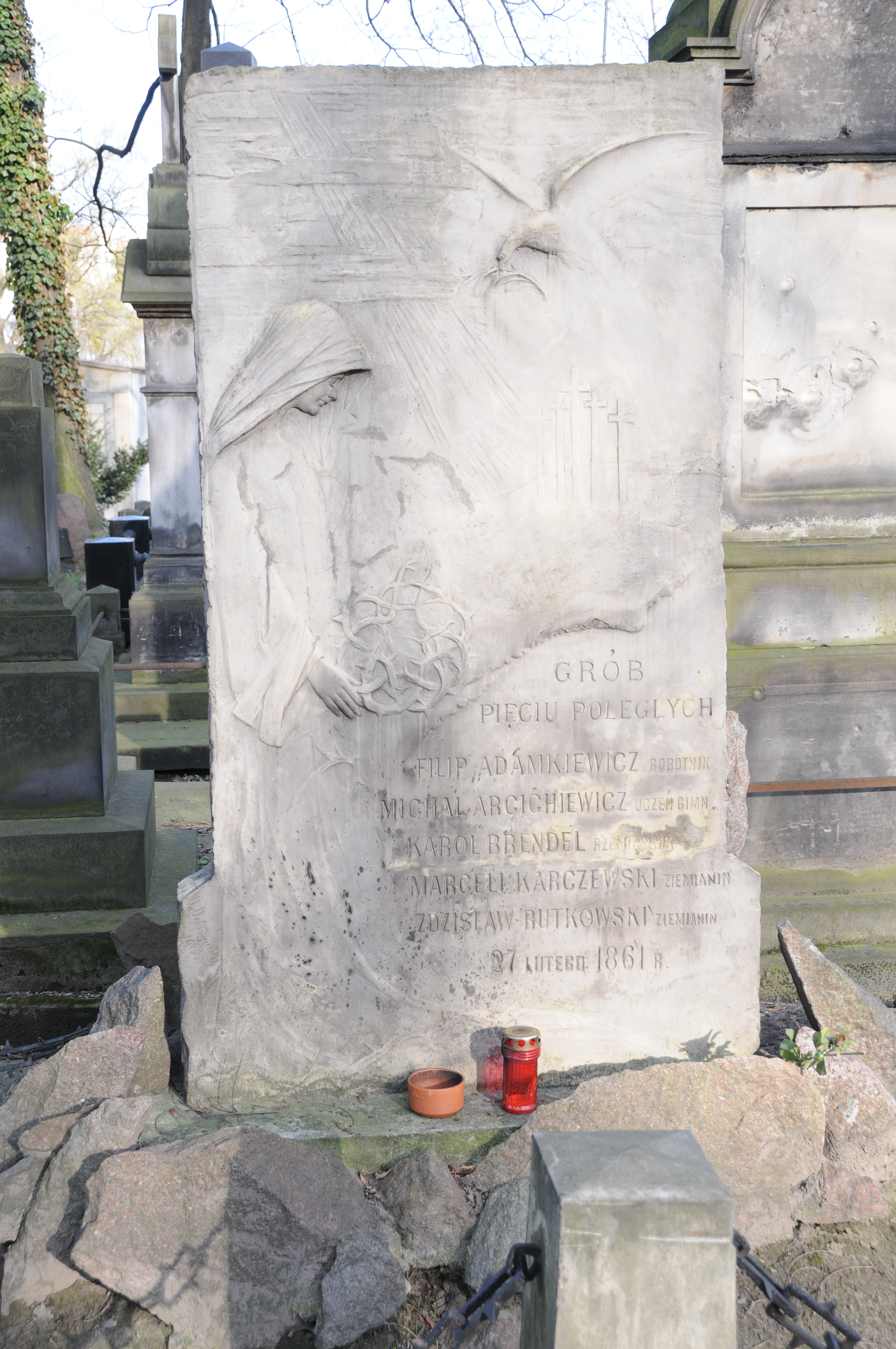
Grób pięciu poległych na warszawskich Powązkach

Marceli Paweł Karczewski herbu Samson (ur. ok. 1805, zm. 27 lutego 1861 w Warszawie) – polski ziemianin z Sieradzkiego. Wywodził się ze starej rodziny ewangelicko-reformowanej.
Posiadacz dóbr Przecznia, Wola Krokocka i Krokocice. Był członkiem Towarzystwa Rolniczego, jeden z pięciu poległych w czasie tłumienia przez wojsko rosyjskie manifestacji patriotycznej w Warszawie. Jego pogrzeb był manifestacją zbratania się wszystkich stanów Królestwa Polskiego. Został pochowany na cmentarzu Powązkowskim (kwatera 178-6-28).